# Гунила Арен
Гунила Арен (рођена 9. фебруара 1944) је пензионисана шведска параалпска скијашица . Представљала је своју земљу у параолимпијском алпском скијању на Зимским Параолимпијским играма 1984. и Зимским Параолимпијским играма 1988., обе одржане у Инзбруку, Аустрија, освојивши шест медаља: четири златне, једну сребрну и једну бронзану. 

## Каријера
Арен се такмичила на Зимским параолимпијским играма 1984. у категорији ЛВ6/8. Освојила је четири златне медаље: у слалому (са временом 1:16.04),  у велеслалому (са временом 1:28.68),  у спусту (са временом 1:09.20),  и у алпском супер комбинованом. 
Арен се такмичила на Зимским параолимпијским играма 1988. године, освојила је сребрну медаљу у слалому (злато за Мартину Алтенбергер за 1:15,63 и бронзу за Есзбиета Дадок за 1:37,46),  и бронзану медаљу у спусту у 1. :17,64 (на подијуму испред ње Мартина Алтенбергер са 1:13,87 и Ненси Густафсон за 1:14,51).  Поред тога, такмичила се у велеслалому.  Арен се такмичила и на Светском параолимпијском првенству 1990. године. 

## Референца
1. ↑  „Gunilla Ahren - Alpine Skiing | Paralympic Athlete Profile”. International Paralympic Committee (на језику: енглески). Приступљено 2024-07-13.
2. ↑  „Innsbruck 1984 - alpine-skiing - womens-slalom-lw68”. International Paralympic Committee (на језику: енглески). Приступљено 2024-07-13.
3. ↑  „Innsbruck 1984 - alpine-skiing - womens-giant-slalom-lw68”. International Paralympic Committee (на језику: енглески). Приступљено 2024-07-13.
4. ↑  „Innsbruck 1984 - alpine-skiing - womens-downhill-lw68”. International Paralympic Committee (на језику: енглески). Приступљено 2024-07-13.
5. ↑  „Innsbruck 1984 - alpine-skiing - womens-alpine-combination-lw68”. International Paralympic Committee (на језику: енглески). Приступљено 2024-07-13.
6. ↑  „Innsbruck 1988 - alpine-skiing - womens-slalom-lw68”. International Paralympic Committee (на језику: енглески). Приступљено 2024-07-13.
7. ↑  „Innsbruck 1988 - alpine-skiing - womens-downhill-lw68”. International Paralympic Committee (на језику: енглески). Приступљено 2024-07-13.
8. ↑  „Innsbruck 1988 - alpine-skiing - womens-giant-slalom-lw68”. International Paralympic Committee (на језику: енглески). Приступљено 2024-07-13.
9. ↑  „1990 Alpine Skiing World Championships, Winter Park” (PDF). oepc.at.